# Zoe Sherar
Zoe Sherar, född 7 november 1999, är en friidrottare från Kanada. Hon deltog vid olympiska sommarspelen 2024.